# Inga Salwén
Ingegerd (Inga) Anna Salwén, född Ahlgrensson 2 april 1875 i Köpenhamn, död 22 september 1950 i Södertörns villastad, Stockholm, var en svensk ciselör.
Hon var dotter till konstnären Fritz Ahlgrensson och skådespelaren Hilma Konstantia Hermansson och från 1900 gift med Ragnar Salwén men äktenskapet upplöstes senare i en skilsmässa. Hon var under några år amanuens åt Artur Hazelius vid Nordiska museet i Stockholm men på grund av en svår sjukdom tvingades hon söka sig till ett stillasittande arbete. Hon bestämde sig för att utbilda sig till ciselör och företog studieresor till München och Paris. Hon arbetade under några år vid Georg Jensens silversmedja i Köpenhamn innan hon etablerade en egen verkstad där hon ciselerade silver, tenn, mässing och koppar. Bland hennes offentliga arbeten märks dopfat för olika kyrkor. 
Hon medverkade i utställningar med Sveriges allmänna konstförening.   